# Skardtind
De Skardtind is een berg behorende bij de gemeenten Lom, Lesja en Skjåk in de provincie Oppland in Noorwegen. De berg, gelegen in Nationaal park Reinheimen, heeft een hoogte van 1883 meter.
De Skardtind is onderdeel van het gebergte Reinheimen.